# Karl Erich Schaefer
Karl Erich Schaefer (* 4. Januar 1905 in Dresden; † 20. August 1982 ebenda) war ein deutscher Maler und Grafiker.

## Leben und Werk
Er war der Sohn eines Seminaroberlehrers. Schaefer machte von 1921 bis 1923 eine Lehre als Dekorationsmaler. Von 1924 bis 1930 studierte er bei Ferdinand Dorsch und Richard Dreher an der Kunstakademie Dresden, wo er zuletzt Meisterschüler war. Die Akademie erwarb Arbeiten Schaefers, und 1927 erhielt er von der Akademie ein Stipendium. Danach arbeitete er als freischaffender Maler und Grafiker in Dresden. Seine Sujets waren vor allem Landschaften, Blumen, Tiere und Stillleben. 1930 bis 1931 hatte er einen Studienaufenthalt in Paris. 
In der Zeit des Nationalsozialismus war Schaefer Mitglied der Reichskammer der bildenden Künste und des Dresdner Künstlerbundes. Für diese Zeit ist seine Teilnahme an 11 großen Ausstellungen sicher belegt, darunter 1942 die Große Deutsche Kunstausstellung in München. 
Nach der Teilnahme am Zweiten Weltkrieg als Soldat der Wehrmacht und der Kriegsgefangenschaft arbeitete Schaefer wieder in Dresden. Er gehörte 1947 zu den Mitbegründern der Künstlergruppe „Das Ufer – Gruppe Dresdner Künstler 1947“. 1949 gehörte er mit Paul Sinkwitz und Willy Wolff zu den Künstlerkollektiven, die mit der Schaffung von Wandbildern für die Zweite Deutsche Kunstausstellung beauftragt wurden. Die Bilder sollten „die gesellschaftlichen Veränderungen in der Ostzone und den Charakter des Zweijahrplanes zum Ausdruck bringen …“.
Von 1950 bis 1962 hatte Schäfer ein Atelier im Künstlerhaus Dresden-Loschwitz.
Schaefer war Mitglied des Verbands Bildender Künstler der DDR. Von 1961 bis 1970 arbeitete er als Dozent im Grundstudium und im Abendstudium an der Hochschule für Bildende Künste Dresden.

## Museen und öffentliche Sammlungen mit Werken Schäfers
- Dresden, Galerie Neue Meister[3]
- Dresden: Sächsischer Kunstfonds[3]
- Dresden: Städtische Galerie Dresden

## Werke (Auswahl)
- Im Dresdner Zoo (Tafelbild; 1931)[4]
- Auf Feldern arbeitende Landleute (Tafelbild, 1935; Städtische Galerie Dresden)
- Alter Apfelbaum (Tafelbild, 1935; Städtische Galerie Dresden)
- Alte Fichte (Tafelbild, 1936; Städtische Galerie Dresden)
- Im Pferdestall (Kreidezeichnung; ausgestellt 1942 auf der Großen Deutschen Kunstausstellung)[5]
- Rübenfeld (Federzeichnung; ausgestellt 1947 auf der Ersten Ausstellung Dresdner Künstler)[6]
- Reichsbahnausbesserungwerk (Wandbild, Sgraffito; 1949; mit Paul Sinkwitz und Willi Wolf; ausgestellt auf der 2. Deutschen Kunstausstellung)[7]
- Mutter und Kind (Öl, 100 × 80 cm; ausgestellt 1953 auf der Dritten Deutschen Kunstausstellung)[8]
- Plätterin (Öl, 90 × 70 cm; ausgestellt 1953 auf der Dritten Deutschen Kunstausstellung)
- Atelierecke mit indischem Tuche (Tafelbild, Mischtechnik; ausgestellt 1958/1959 auf der Vierten Deutschen Kunstausstellung)[4]
- Stillleben (Öl, 71 × 92; um 1959)[9]
- Der Maler (Tafelbild, Öl; ausgestellt 1962/1963 auf der Fünften Deutschen Kunstausstellung)[10]
- Junge Siegerin (Öl, 1965, 90 × 55 cm)[11]

## Teilnahme an zentralen und wichtigen regionalen Ausstellungen in der sowjetischen Besatzungszone bzw. der DDR (unvollständig)
- 1946: Dresden, Brühlsche Terrasse („Kunstausstellung Sächsische Künstler“)[12][13]
- 1947: Dresden, Klubhaus des Kulturbunds zur demokratischen Erneuerung Deutschlands („Erste Ausstellung Dresdner Künstler“)[14]
- 1949 bis 1963: Dresden, 2. bis Fünfte Deutsche Kunstausstellung
- 1956: Dresden, Albertinum („750 Jahre Dresden. Kunstausstellung Dresdner und Stuttgarter Künstler“)